# Карастельов Корнелій Іванович
Карастельов Корнелій Іванович (1828/1829 – 1886) – математик та журналіст.
К. І. Карастельов народився в 1828 р. (за іншими даними – в 1829 р.). Після закінчення гімназії до 1847 р. навчався у Одеському Рішельєвському ліцеї; у 1847–1850 рр. – на математичному факультеті Московського університету. Повернувшись до Одеси у 1851 р., Карастельов працював старшим вчителем у 2-ій одеський гімназії. З 1854 р. за розпорядженням попечителя Одеського учбового округу зайняв посаду ад’юнкта Рішельєвського ліцею.
У 1858 р. ад’юнкт К. І. Карастельов був направлений на два роки закордон, до Парижу, де відвідував лекцій з чистої та прикладної математики у європейських вищих навчальних закладах.Після наукового відрядження Карастельов зробив переклад з французької мови на російську праці Ж.-Ш.-Ф. Штурма «Курс анализу» (Cours d`analyse de l'École Polytechnique).
У 1860 р. К. Карастельов захистив магістерську роботу «Теория интегралов функций мнимого переменного количества» та отримав від Московського університету ступінь магістра чистої і прикладної математики. Після отримання ступеня магістра Карастельов став професором кафедри прикладної математики Рішельєвського ліцею. У Рішельєвському ліцеї К. І. Карастельов примикав до так званих «молодих» викладачів, які прагнули стежити за провідними досягненнями вітчизняної і західноєвропейської наукової думки і залучати до неї своїх студентів. Ще до офіційного відкриття Новоросійського університету, у грудні 1864 р., К. І. Карастельов, як член бібліотечною комісії, прийняв книги слов’янської бібліотеки В. І. Григоровича, яку відомий славіст подарував для нового університету в Одесі.
У 1865 р., після перетворення Рішельєвського ліцею у Новоросійський університет (нині – Одеський національний університет імені І. І. Мечникова), Карастельов був зарахований до штату новоутвореного університету на посаду екстраординарного професора по кафедрі прикладної математики. З 7 грудня 1865 р., після захисту у Харківському університеті дисертації «Теория изменений произвольных постоянных и приложений ее по способу Лангранжа и Пуассона» на ступень доктора прикладної математики – посаду ординарного професора Новоросійського університету. На фізико-математичному факультеті Карастельов читав загальний курс теоретичної механіки і прикладної математики, аналітичної механіки, диференціальне, інтегральне та варіаційне числення, інтегрування диференціальних рівнянь і теорію ймовірностей.
        Після 25 років викладацької діяльності вчений залишився у Новоросійському університеті як понадштатний професор до 1885 р.
        Крім наукової та викладацької діяльності К. Карастельов займався й журналістикою: був одним з авторів газети «Новороссийский телеграф» (1869–1900) – першого приватного періодичного видання в Одесі.
        Помер К. І. Карастельов 18 січня 1886 р. в Одесі після тривалої хвороби.

## Наукові праці вченого
1. Мнение о сочинениях, представленных студентами физико-математического факультета на соискание медали на тему «Вычисление притяжения эллипсоидов» / К. И. Карастелев // Краткий отчет о состоянии и действиях Новороссийского университета в 1877/68 акад. году. – Одесса, 1868. – С. I–IX.
2. О сопротивлении эфира движению небесных тел / К. И. Карастелев // Торжественный акт Ришельевского лицея, по случаю окончания 1861–1862 академического года. – Одесса : в тип. П. Францова, 1862. – С. 67–108.
3. Положения к рассуждению «Теория изменения произвольных постоянных и приложение ее к вычислению изменений элементов планет по способам Лагранжа и Пуассона» / К. И. Карастелев. – Харьков : Университет. тип., 1865. – [4] с.
4. Приложение теории функций мнимого переменного к разложению в ряды координат эллиптического движения и пертурбационной функции : мат. этюд / К. И. Карастелев. – Одесса : тип. Ульриха и Шульце, 1876. – 125, [1] с., 1 табл.
5. Собрание формул и задач, относящихся к интегральному исчислению / К. И. Карастелев. – Одесса : тип. Л. Нитче, 1857. – [2], II, 68 с.
6. Теория изменений произвольных постоянных и приложений ее по способу Лангранжа и Пуассона : [дисс. … д-ра приклад. математики] / К. И. Карастелев. – Одесса : тип. Л. Нитче, 1865. – V, [1], 136 с., 1 табл.
7. Теория интегралов функций мнимого переменного количества / К. И. Карастелев. – М. : Университет. тип., 1860. – II, 60 с.